# (11288) Okunohosomichi
(11288) Okunohosomichi – planetoida z pasa głównego asteroid okrążająca Słońce w ciągu 5 lat i 68 dni w średniej odległości 3,00 j.a. Została odkryta 10 grudnia 1990 roku w obserwatorium astronomicznym w Geisei przez Tsutomu Seki. Nazwa pochodzi od tytułu dziennika Oku no hosomichi (奥の細道, pol. Ścieżki północy) napisanego przez Bashō Matsuo. Przed jej nadaniem planetoida nosiła oznaczenie tymczasowe (11288) 1990 XU.